# Oberes Tor (Münnerstadt)

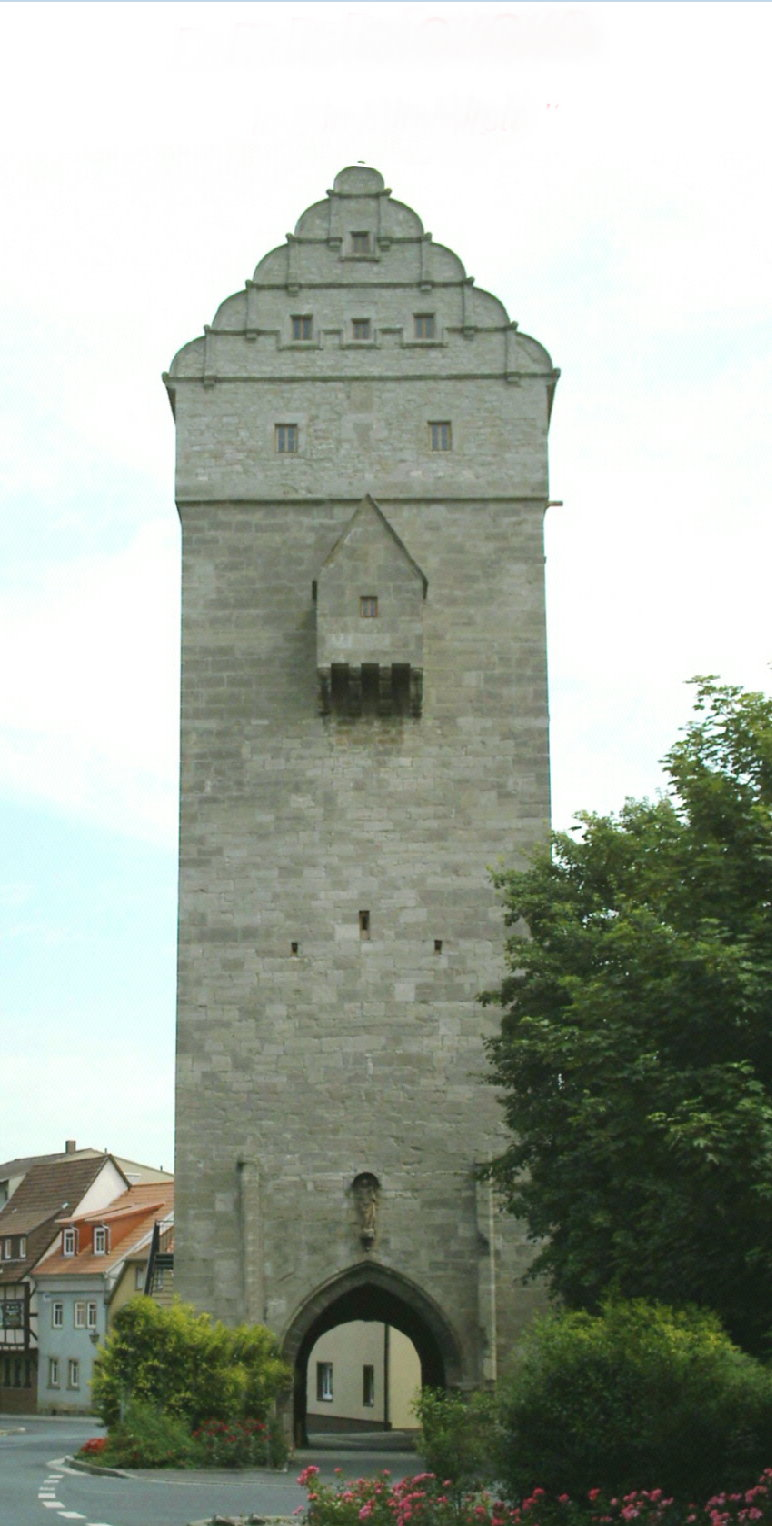
Stadttor (Oberes Tor) in Münnerstadt

Das Obere Tor ist ein sechsgeschossiger Torturm aus Quadersteinen mit quadratischem Grundriss in Münnerstadt im unterfränkischen Landkreis Bad Kissingen.

## Geschichte und Beschreibung
Das 36,36 Meter hohe Obere Tor ist um die Mitte des 13. Jahrhunderts gebaut. Urkundlich ist es als erstes aller Stadttore bezeugt, nämlich als „superior porta“ am 18. August 1293 (Hauptstaatsarchiv München und Würzburg). Im fünften Obergeschoss springt auf der Außenseite auf vier kräftigen Kragsteinen ein in Quadersteinen gemauerter Gusserker mit Satteldach hervor, an den Kragsteinen befindet sich das Wappen der Grafen von Henneberg. Die Aufstockung des sechsten Stockes und der Turmabschluss mit aus Viertelkreisbögen gebildeten Schildgiebeln stammen aus dem Jahr 1570. Das sechste Geschoss enthält die Wohnung der Torwächter. Es handelt sich um einen der höchsten Stadttürme Unterfrankens.
An der Außenseite des Turms sind noch die Steinrinnen der Fallgitter erkennbar. Bis 1730 sind eine Zugbrücke und zwei Vortore belegt. Die Marienfiguren stammen aus dem Jahr 1380. Der Zugang zum Turm erfolgte über die Innenseite der (abgerissenen) Stadtmauer mit Wehrgang.
Auf dem Turmdach befindet sich ein Dachreiter mit Kuppeldach und Glocke. Die Umschrift der Glocke lautet: „DEO SOLI GLORIA“ (einzig zur ehre Gottes). Sie wurde 1666 in Würzburg gegossen. Der Turmgiebel fällt durch seine segementförmige Abdachung mit Lisenen und Gurten auf. Zwischen den Fenstern der Türmerstube stadteinwärts befindet sich das in Sandstein geschlagene Wappen Münnerstadts. Im fünften Obergeschoss reckt sich ein in Quadersteinen gemauerter Gusserker mit Satteldach auf vier kräftigen Kragsteinen mit dem Wappen der Grafen von Henneberg heraus. Etwa in der Mitte des Turms sind Schießscharten angebracht. Über dem spitzbogigen Torbogen befindet sich eine Marienfigur aus rotem Sandstein des 14. Jahrhunderts. Die rechte Turmseite enthält eine Tür und zwei Kragensteine des ehemaligen Aborterkers. Auf der Seite zur Stadt hin stammt eine weitere Marienfigur aus grünem Sandstein ebenfalls aus dem 14. Jahrhundert. Der linke Arm des von Maria getragenen Kindes ist merkwürdig verzerrt, vermutlich das Ergebnis einer missglückten Renovierung. An der linken Turmseite wurde ein neuzeitlicher metallener Außenzugang angebracht.
Der Turm wird vom Verein Freunde des Oberen Tores (Türmerverein) unterhalten. Seit August 2012 befindet sich im sechsten Obergeschoss wieder eine funktionsfähige Turmuhr.